# Ocampo (Hidalgo)
Ocampo es una localidad de México perteneciente al municipio de Atotonilco de Tula en el estado de Hidalgo.

## Geografía
Se encuentra en la región del Valle del Mezquital, a la localidad le corresponden las coordenadas geográficas 20° 0’ 31.401” de latitud norte y 99° 14’ 21.461” de longitud oeste, con una altitud de 2163 m s. n. m. Se encuentra a una distancia aproximada de 2.56 kilómetros al oeste de la cabecera municipal, Atotonilco de Tula.
En cuanto a fisiografía se encuentra dentro de la provincia de la Eje Neovolcánico dentro de la subprovincia de Llanuras y Sierras de Querétaro e Hidalgo; su terreno es de lomerío. En lo que respecta a la hidrografía se encuentra posicionado en la región Panuco, dentro de la cuenca del río Moctezuma, en la subcuenca del río Salado. Cuenta con un clima semiseco templado.

## Demografía
En 2020 registró una población de 1357 personas, lo que corresponde al 2.17 % de la población municipal. De los cuales 648 son hombres y 709 son mujeres. Tiene 379 viviendas particulares habitadas.
| Gráfica de evolución demográfica de Ocampo entre 1900 y 2020                                 |
|                                                                                              |
| Población de los censos y conteos del Instituto Nacional de Estadística y Geografía (INEGI). |

## Economía
La localidad tiene un grado de marginación bajo y un grado de rezago social muy bajo.